# Légyölő galóca

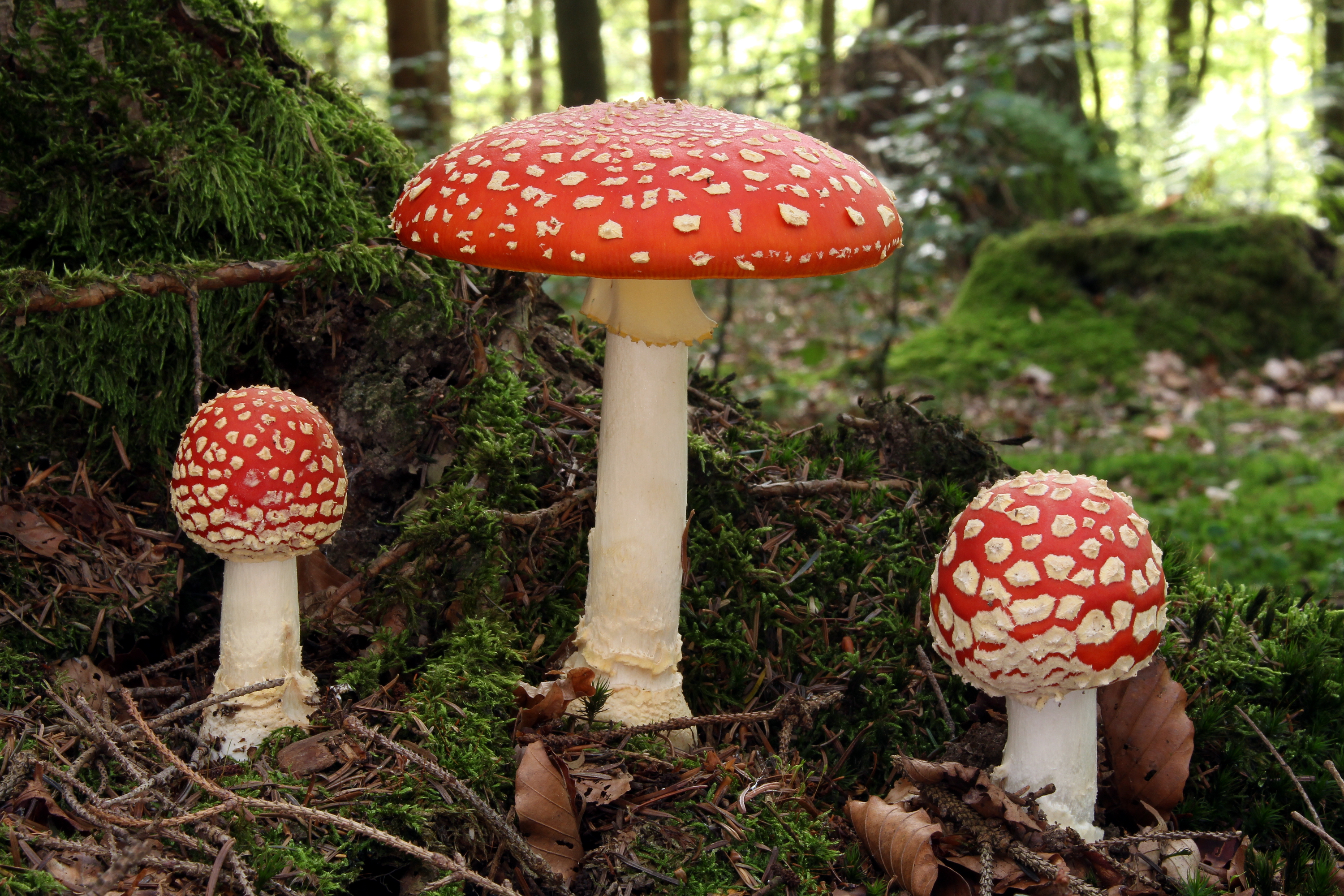

A légyölő galóca (Amanita muscaria) a galócafélék családjába tartozó gombafaj. Eredetileg az északi félteke mérsékelt és boreális régióiban volt honos, de mára behurcolták Dél-Afrikába, Dél-Amerikába, Ausztráliába és Új-Zélandra is. Lomblevelű és fenyőerdőkben egyaránt megtalálható, a fák gyökereivel szimbiotikus mikorrhizát képez.
A légyölő galóca mérgező. Toxinjai, az iboténsav, a muszkarin és a muszcimol az idegrendszerre hatnak: a hányinger, álmosság, verejtékezés, nyálzás, a vérnyomás leesése mellett hallucinációkat, eufóriát is képesek okozni. A mérgezés, különösen orvosi kezelés mellett nagyon ritkán halálos. Forrázással a méreganyagok eltávolíthatók, ezután a gomba elvileg ehető.
Jellegzetes és látványos külseje miatt az egyik legismertebb gombafaj, a mérges gombák archetipikus képviselője. Egyes vidékeken, főleg Szibériában hallucinogén hatásai miatt tudatmódosító szerként, vallási célból fogyasztották.

## Megjelenése
A légyölő galóca nagy, színes, feltűnő gomba. A termőtest kezdetben kerek vagy tojásdad és fehér színű teljes burok borítja; ilyenkor többnyire még a talajban található. Fejlődése során a burok szétszakad; maradványai a kalapon sűrű, apró, fehér, piramisszerű pöttyök formájában találhatóak meg, amelyek könnyen letörölhetőek vagy idős korra lekophatnak. A kalap átmérője kifejletten eléri 8-18 (20) cm-t. Eleinte félgömb, majd domború formájú, idősen laposan kiterül. Ilyenkor már a pöttyök sem olyan sűrűn állók, részben a kopás miatt, részben mert a kalap területe jelentősen megnő. A kalap felszíne sima, széle éretten kissé bordázott. Színe élénkvörös vagy narancsvörös. Mivel a vörös pigment kissé késve termelődik, az egészen fiatal gomba sárga vagy narancsszínű lehet (ritkán foltosan); néhány populációban ez a sárga szín felnőtt korban is megmarad. Az idős gomba színe kifakulhat.
Húsa kemény, színe fehér (a kalapbőr alatt sárgás), sérülésre nem változik. Íze és szaga nem jellegzetes gombaíz, illetve -szag.
Sűrű vagy közepesen sűrű, széles lemezei szabadon állók vagy éppencsak érintik a tönköt. A féllemezek rövidek. Színük fehér, idősen sárgás árnyalattal.
Tönkje 10–25 cm magas és 1,5–2 cm vastag. Alakja hengeres, a tövén gumós (4-4.5 cm széles), amelyen a buroktól származó körkörös, rücskös övek láthatóak. Bocskora nincs. Textúrája a nagyobb gombákéra jellemző, kissé törékeny, rostos. Színe fehér. Szintén fehér gallérja nagy, hártyás, szoknyaszerűen lelógó, nem bordás, széle sárgásan csipkés lehet.
Spórapora fehér. Spórája széles ellipszis alakú, sima, inamiloid, mérete 8,2-13 x 6,5-9 μm.

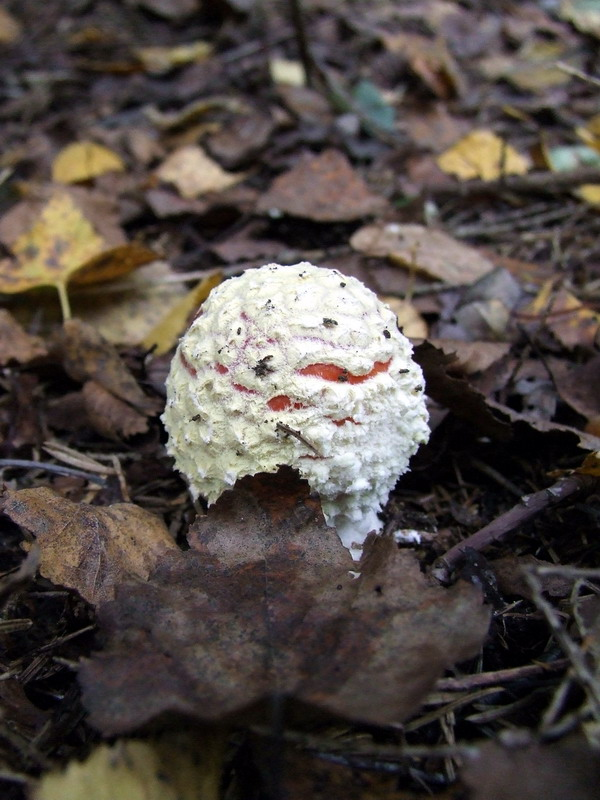
Egészen fiatal gomba
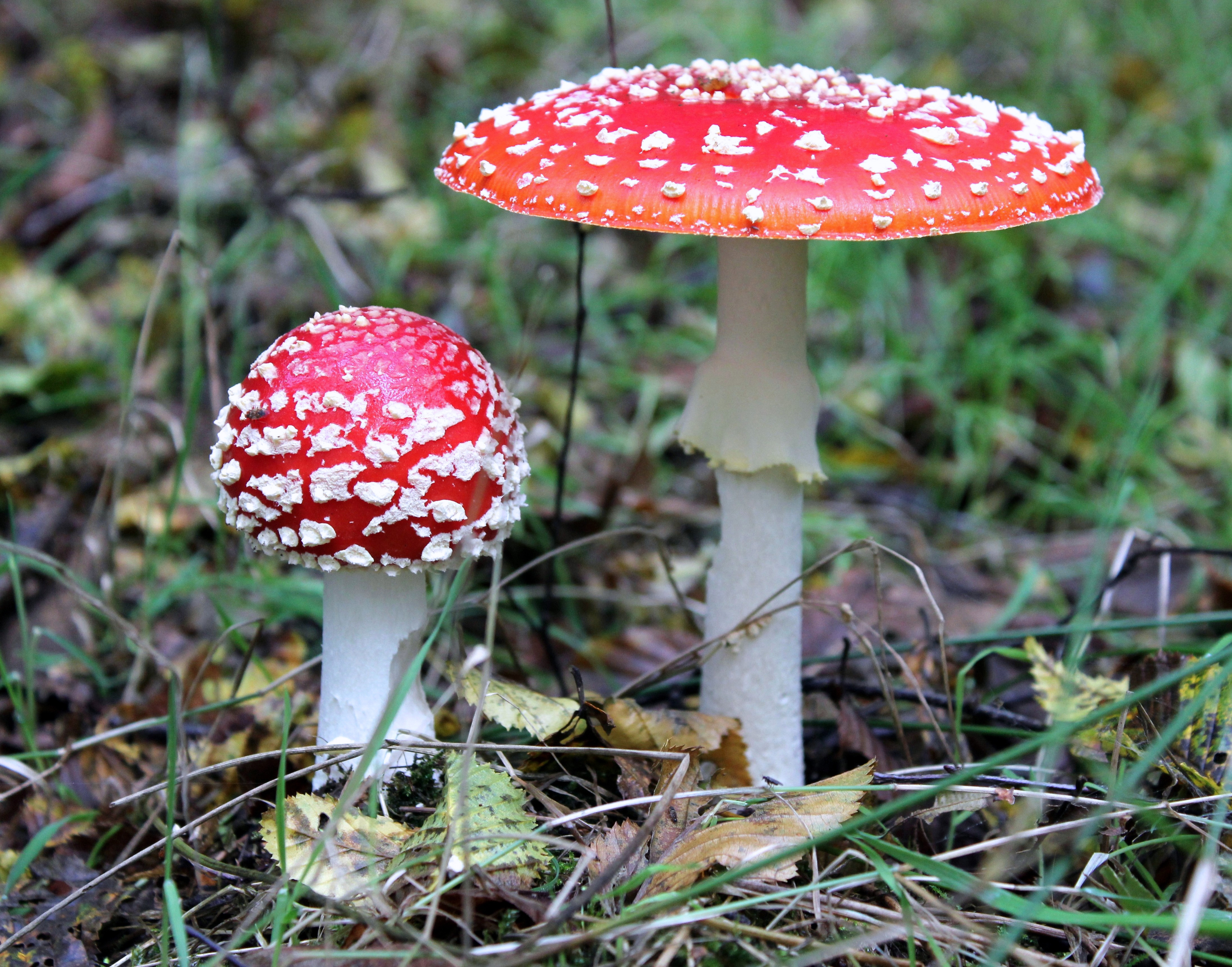
Fiatal és kifejlett termőtest
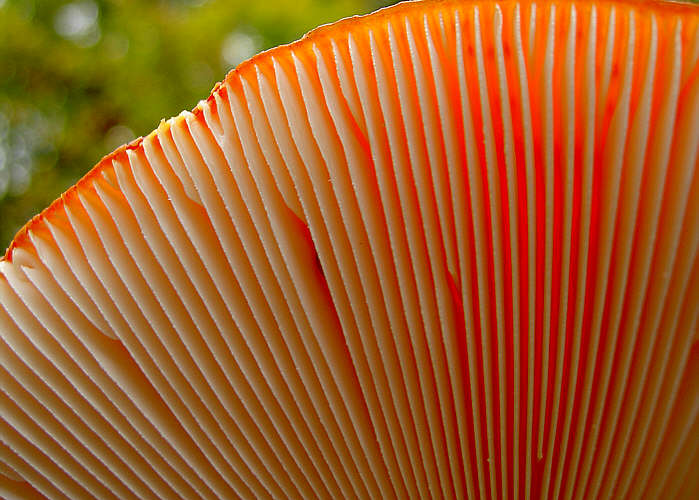
Lemezei
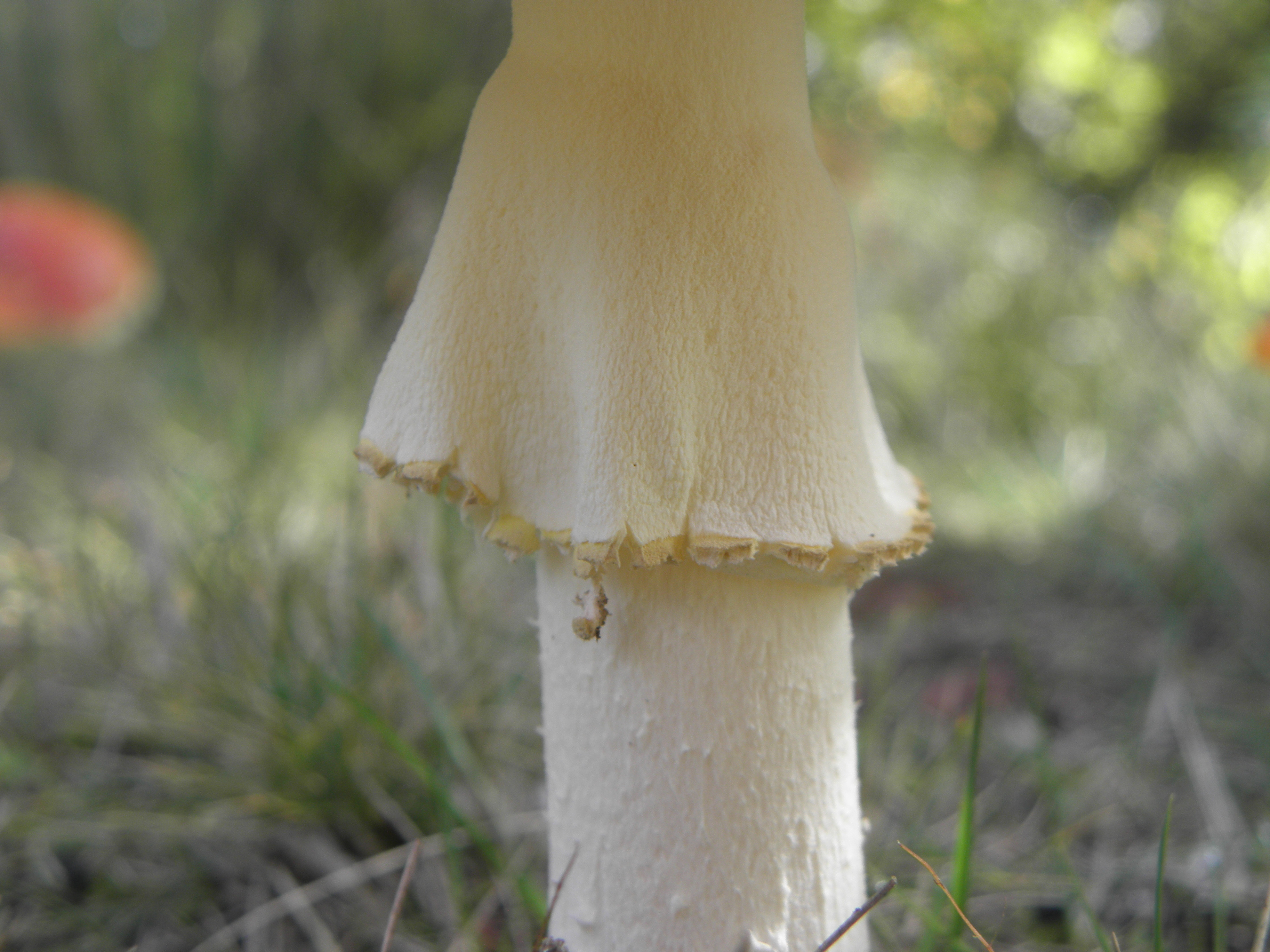
Gallérja
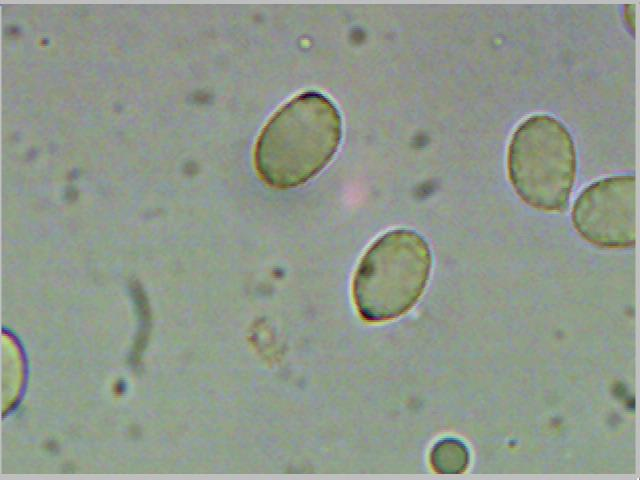
Spórái

### Hasonló fajok
Bár külseje igen jellegzetes, esetenként összetéveszthető a császárgalócával, melynek piros kalapján nincsenek pettyek, tönkje és lemezei pedig sárgák; esetleg a  barna, barnássárga színű, sárgás-fehéres-szürkés pettyes barna galóca narancssárgás változatával. Egészen fiatal, burokkal borított példányai a pöfetegekhez hasonlíthatnak.

## Elterjedése és élőhelye

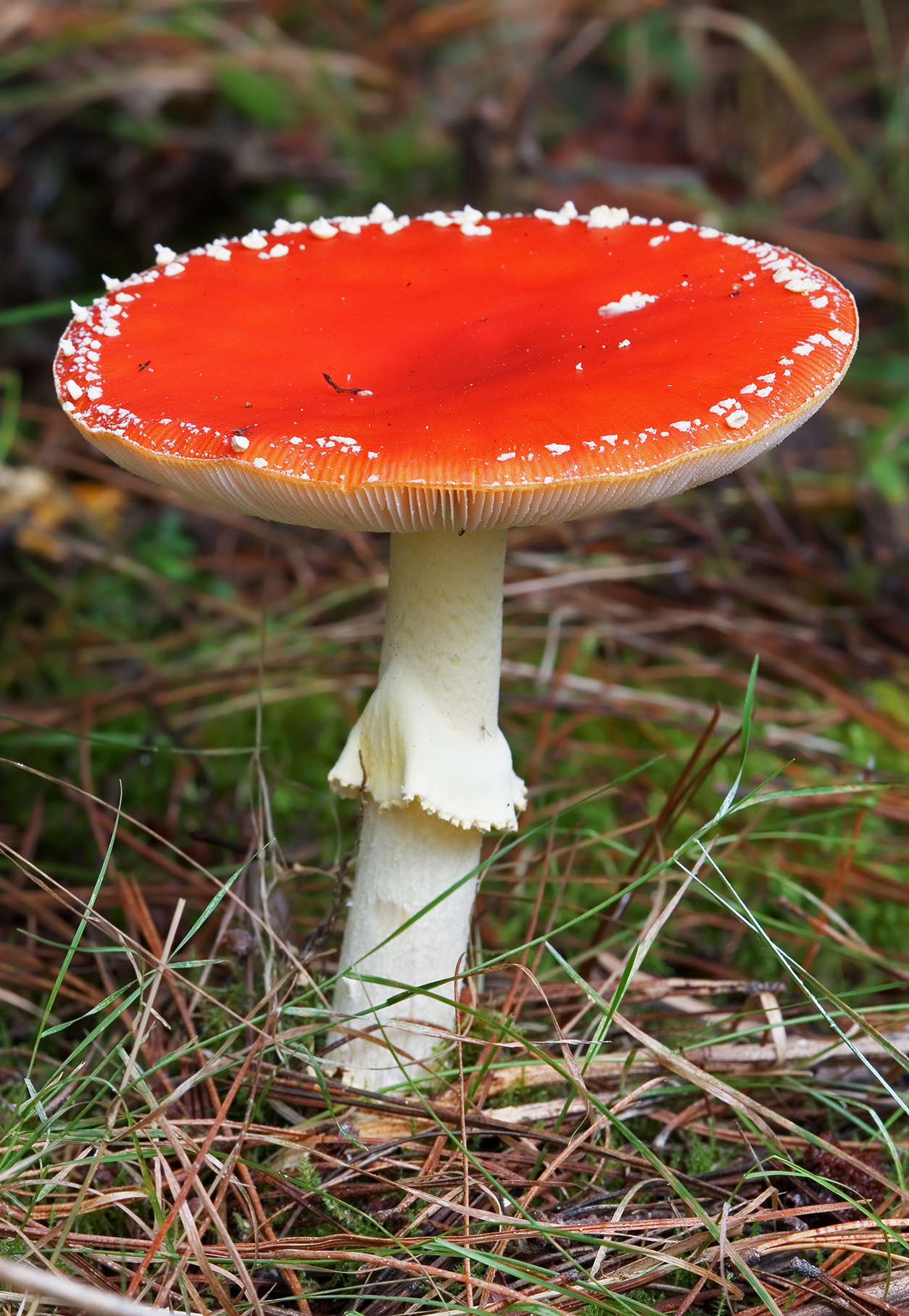
Fehér pöttyeit az eső is lemoshatja

A légyölő galóca mára kozmopolita fajjá vált. Eredetileg az északi félteke (Európa, Ázsia, Észak-Amerika) mérsékelt és boreális zónájában, valamint a mediterrán, szubtrópusi vidékek (Földközi-tenger vidéke, Hindukus, Közép-Amerika) magashegyi régióiban élt.  Genetikai kutatások szerint kelet-szibériai, alaszkai őshazájából a harmadidőszakban terjedt szét. Újabban a fenyőcsemetékkel a déli félteke országaiban is elterjesztették, így került Ausztráliába, Új-Zélandra, Dél-Afrikába és Dél-Amerikába is (itt a brazíliai Paraná és Rio Grande do Sul államokban telepedett meg). Magyarországon helyenként gyakori lehet, de az utóbbi időben száma megcsappant.
Savanyú talajú lomblevelű és fenyőerdőkben él. Számos fafajjal képes ektomikorrhizás kapcsolatot létesíteni, ezek közé tartoznak a fenyők, a tölgyek, a nyír, a cédrus, de Ausztráliában az eukaliptusz is. Néha boszorkánykört alkot. A termőtestek megjelenésének ideje függ az éghajlattól; Magyarországon augusztustól novemberig terem.

## Toxicitás
A légyölő galóca mérgező. Bár a köztudatban úgy él, mint a tipikus "mérges gomba", időnként előfordulnak mérgezések, ha kisgyerekek eszik meg, felnőttek próbálják ki hallucinogén hatását, vagy ha összetévesztik a pöfetegekkel, lekopott pettyek esetén az ehető császárgalócával.
A gomba számos bioaktív vegyületet tartalmaz, amelyek közül legalább egy, a muszcimol hallucinogén hatású. Ennek prekurzora a neurotoxikus iboténsav, melynek fogyasztás után 10-20%-a alakul át muszcimollá. A hatékony dózis felnőttek esetén 6 mg muszcimol vagy 30–60 mg iboténsav; átlagosan ennyi található egy galócakalapban, de az anyag koncentrációja széles keretek között változhat földrajzi helytől vagy akár évszaktól függően. Tavasszal vagy nyáron a termőtestek akár tízszer annyi iboténsavat is tartalmazhatnak, mint ősszel.
A légyölő galóca halálos adagját 15 példányban határozták meg. Régebben viszonylag gyakori volt a halálos mérgezés, de a modern orvosi kezeléseknek köszönhetően a fatális kimenetel mára rendkívül ritkává vált. Ennek ellenére számos szakkönyv és gombaismertető továbbra is a "halálosan mérgező" kategóriába sorolja.
Méreganyagai nagyrészt vízoldékonyak, így forrázással (és a forrázóvíz kiöntésével) részlegesen méregteleníteni lehet. A szárítás fokozza a toxicitást, mert eközben az iboténsav hatékonyabb muszcimollá alakul át. Egyes források szerint kellő méregtelenítés után a légyölő galóca már biztonságosan fogyasztható.

### Hatásmechanizmus

Muszcimol

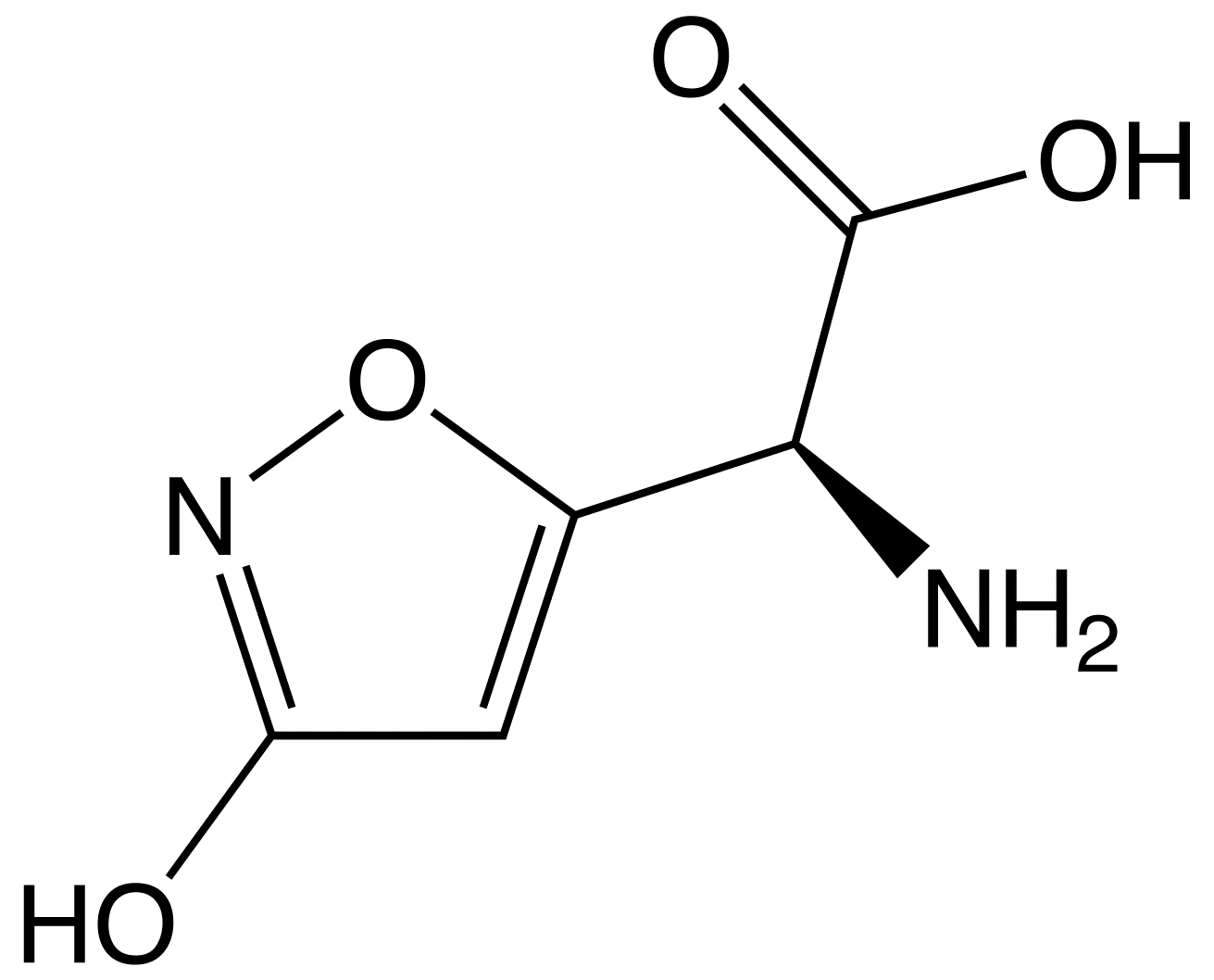
Iboténsav

Sokáig úgy vélték, hogy a légyölő galócából 1869-ben izolált muszkarin a gomba fő hallucinogén hatóanyaga, azonban kiderült, hogy koncentrációja minimális a más mérges gombákban (téglavörös susulyka, mezei tölcsérgomba) mértekhez képest. Valójában olyan kevés muszkarin van benne, hogy valószínűtlen, hogy lényeges szerepet játszana a mérgezési folyamatban.
Az iboténsavat, és az abból dekarboxilációval keletkező muszcimolt (egy telítetlen, ciklikus hidroxámsavat) a 20. század közepén fedezték fel, majd több kutatócsoport is kimutatta, hogy a mérgezés tüneteiért elsősorban ők a felelősek. A toxinok leginkább a kalapban koncentrálódnak, míg a tönk gumósan megvastagodott tövében közepesen sok, magában a tönkben pedig viszonylag kevés található. Az elfogyasztott iboténsav jelentős része változatlan formában és meglehetősen gyorsan, 20-90 percen belül kiválasztódik a vizeletbe. Ha tiszta iboténsavat adtak be a kísérlet során, az szinte egyáltalán nem változott át muszcimollá a kiürülés során, míg légyölő galóca fogyasztása után (amely eredetileg is tartalmazza a vegyületet) a muszcimol is megjelent a vizeletben.
Az iboténsav és a muszcimol két fontos neurotranszmitter, a glutaminsav és a GABA (gamma-aminovajsav) strukturális analógjai. A muszcimol a GABAA receptor agonistája (aktiválója), míg az iboténsav az NMDA glutamátrecetor és más, neuronaktivitást szabályozó egyes metabotropikus glutamátreceptorok aktiválója. Ezeknek a kapcsolódásoknak köszönhetők a a toxinok pszichoaktív hatásai. Újabban még egy vegyületet, a muszkazont is izolálták a légyölő galócából, mely az iboténsav ultraibolya sugárzás hatására történő bomlásából származik. Hatáserőssége töredéke a másik kettőének.
A légyölő galóca (és egyes rokonai) képesek felhalmozni a vanádiumot; egyes esetekben az elem koncentrációja bennük 400-szorosan is meghaladja a növényekét. A fémionokat az amavadin szerves vegyülettel kötik meg. A jelenség magyarázata egyelőre nem ismert.

### A mérgezés tünetei
A tünetek súlyossága az elfogyasztott gombamennyiségtől és azok toxintartalmától függően széles határok között változik. Az enyhébb tünetek közé tartozik az émelygés, hányinger, kisebb izomrángások; súlyosabb esetben álmosság, verejtékezés, nyálzás, a vérnyomás leesése, látási és hallási érzékcsalódások, hangulatváltozások, eufória, szédülés, az izmok ellazulása, a mozgás és a beszéd nehézségei léphetnek fel.
Súlyos esetben delírium (hasonló a csattanó maszlag antikolinerg hatásaihoz), akaratlan izommozgások, zavarodottság, hallucinációk, ingerlékenység is tapasztalható, amit epilepszia-szerű rohamok, központi idegrendszeri depresszió vagy akár kóma követhet. A tünetek általában a gombafogyasztást követő 30-90 percben lépnek fel és csúcspontjukat három órán belül elérik. A legtöbb esetben 12-24 órán belül teljes felépülés várható, bár egyes pszichotikus utóhatások napokig is eltarthatnak, előfordulhat több óráig tartó fejfájás, részleges amnézia vagy álmosság is.  Jelentősek az egyéni eltérések is, ugyanazon adag más személyeknél különböző reakciókat válthat ki.

### Kezelés

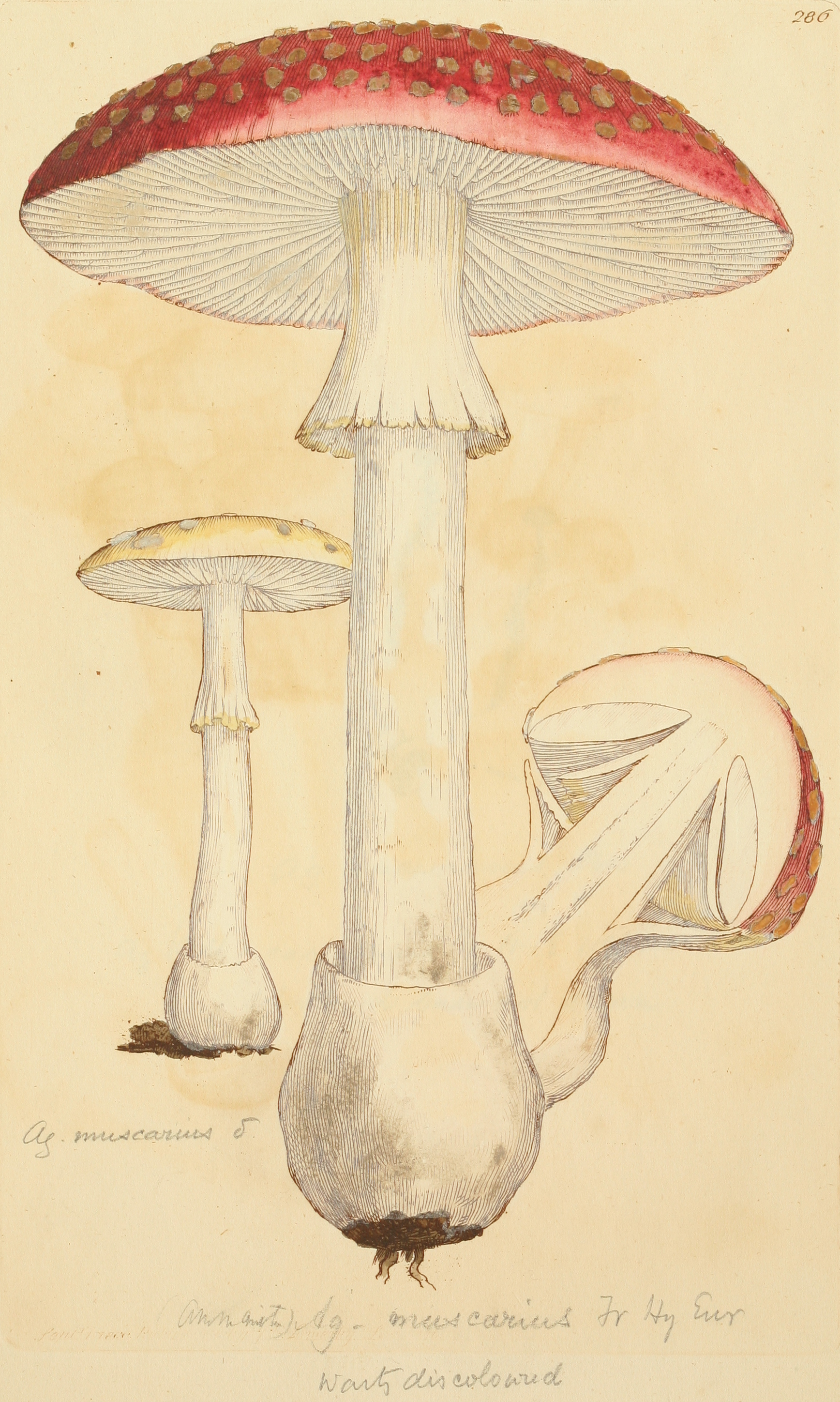
Ábrázolása az 1803-as kiadású Coloured Figures of English Fungi or Mushrooms-ban.

Mérgezés gyanúja esetén azonnal orvoshoz kell fordulni. A gombafogyasztástól vett egy órán belül gyomormosást lehet alkalmazni, négy órán belül aktív szén adható. Hánytatást már semmilyen mérgezés esetén sem javasolnak.
Hatékony gyógyszer, ellenméreg nem áll rendelkezésre a légyölő galóca mérgezésével szemben ezért csak tüneti kezelést ajánlanak. Korábban, amíg úgy gondolták, hogy az acetilkolin-receptorhoz kötő muszkarin a galóca fő toxinja, gyakran adtak atropint vagy fizosztigmint, de ma már ez nem ajánlott, mivel a muszcimol nem kapcsolódik ehhez a receptorhoz. A deliráló, zaklatott beteget meg kell nyugtatni vagy szükség esetén le lehet kötözni. Az izgatott, agresszív izomrángásoktól, rohamoktól szenvedő páciensnek benzodiazepineket (diazepam, lorazepam) lehet adni állapota enyhítésére, de fontos szemmel tartani, hogy a nagyobb adagok tovább ronthatják a muszcimol légzésdepresszáns hatását. A kezdeti hányingert követő későbbi hányások ritkák, de ha fellépnek, intravénás folyadék- és elektrolitpótlásra lehet szükség. Az eszméletvesztéssel vagy kómával járó súlyos esetek intubációt vagy mesterséges lélegeztetést követelhetnek meg. Bár általában nem szükséges, de súlyos esetekben hemodialízissel csökkenteni lehet a toxinok mennyiségét a vérben. Ha a beteg időben orvoshoz kerül, a prognózis többnyire jó.

### Pszichoaktív hatások
A légyölő galóca fogyasztása után változatos idegrendszeri hatások léphetnek fel, lehet szedatív, hipnotikus, pszichedelikus, disszociatív vagy deliriáns; ellentmondásos módon néha idegrendszeri stimuláció is felléphet. Az érzékelési jelenségek közül szinesztéziáról, rossz távolságbecslésről, makropsziáról és mikropsziáról (a tárgyak nagyobbnak vagy kisebbnek tűnéséről) számoltak be; az utóbbi kettő egyszerre vagy egymás után is felléphet (ún. Alice Csodaországban szindróma). Néha hipnotikus hatásának köszönhetően "tudatos álom"-szerű élményt tapasztaltak.
A szaprotróf "varázsgombáktól" (pl Psilocybe cubensis) eltérően a légyölő galócát fákkal való mikorrhizás kapcsolódása miatt igen nehéz termeszteni. Ennek ellenére sokan megpróbálkoztak vele, például Angliában, miután 2006-ban betiltották a pszilocibintartalmú gombák kereskedelmét.:17

### Felhasználása

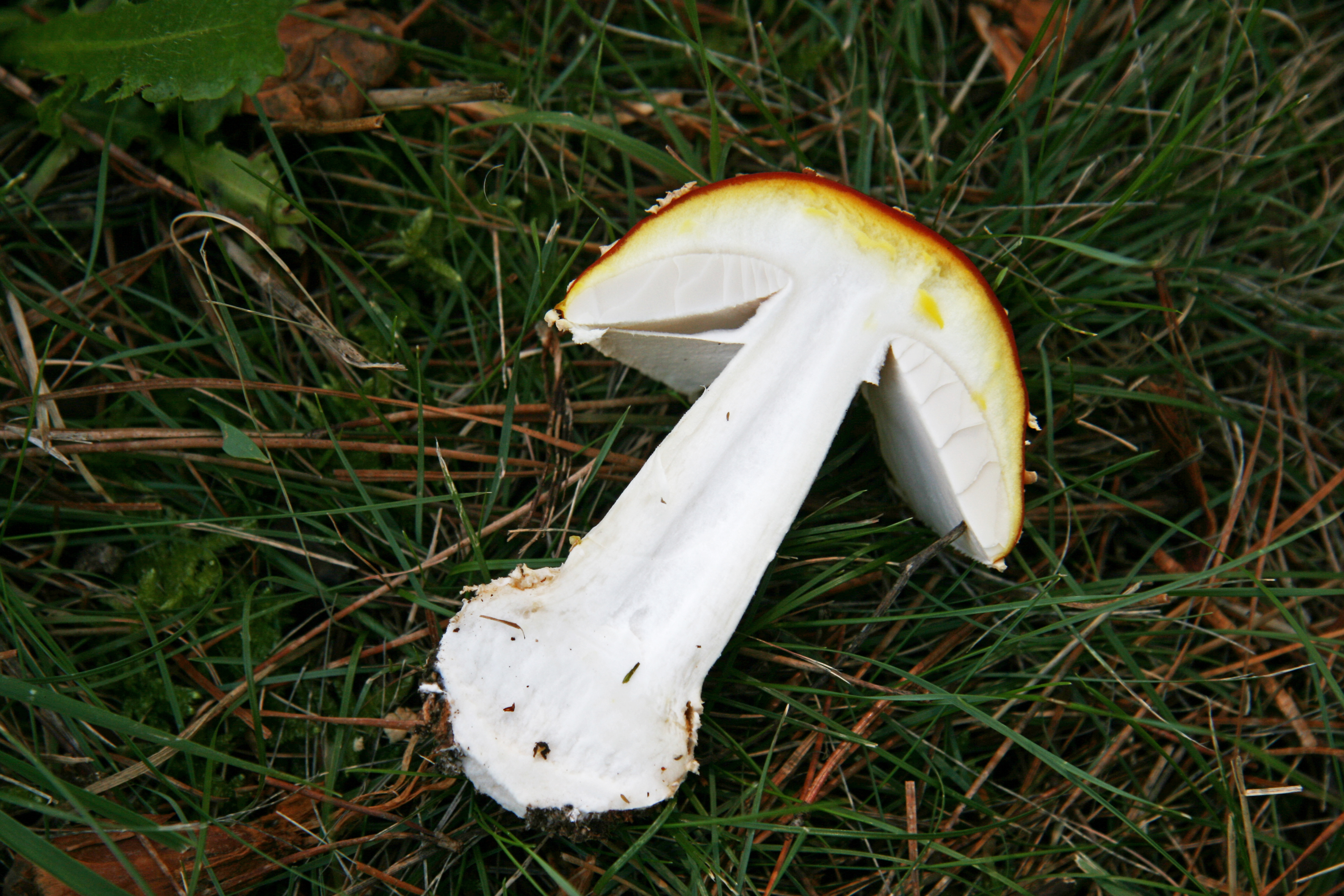
Keresztmetszetben látszik a kalapbőr alatt sárguló hús és a szabadon álló lemezek

Szibéria népei régóta használják a légyölő galócát spirituális tudatmódosító (enteogén) szerként; erre a célra a nyugat-szibériai uráli nyelveket beszélő, valamint a keleti paleoszibériai népek egyaránt alkalmazták. Ezzel szemben a közép-szibériai tunguz és türk nyelvű törzsek esetében csak szórványos esetekre van bizonyíték. Nyugat-Szibériában csak a sámánok fogyasztották, akik a segítségével (valamint dobolással és tánccal) transzszerű tudatállapotot érhettek el. Keleten viszont nem csak a sámánok, hanem mindenki ette a galócát, vallási és rekreációs célból egyaránt. Keleten az is előfordult, hogy a sámán megette a gombát, a többiek pedig megitták a hatóanyagokat tartalmazó vizeletét, amely a galócafogyasztáshoz képest kevesebb kellemetlen mellékhatással járt.
A kelet-szibériai korjakok egyik mondájában Vahijinin isten a Földre köpött és nyálából lett a légyölő galóca. Nagy Holló (a korjakok védelmezője) megette és olyan erős lett tőle, hogy egy egész bálnát haza tudott vinni; ezután megmondta a gombának hogy örökké nőjön a földön, hogy gyermekeinek (a korjakoknak) is jusson belőle.
Más népeknél is előfordult, hogy kihasználták a gomba hallucinogén hatásait. Az észak-finnországi lappokról feljegyezték, hogy régen varázslóik rendszeresen fogyasztottak hétpettyes légyölő galócát. Afganisztánban a paracsi nyelvet beszélő hegyi törzsek elmebajosokkal itatták a galóca kivonatát, de fagyásokat is kezeltek vele. Megerősítetlen jelentések szerint a kanadai odzsibvé és tlicso indiánok is ismerték és alkalmazták a légyölő galóca tudatmódosító hatását. Litvánia félreesőbb vidékein még a közelmúltban is rendszeresen fogyasztottak légyölő galócát a lakodalmakon, általában nagy mennyiségű vodkával együtt.:43–44
Egyes elképzelések szerint a Finnországban élő Télapó repülő rénszarvasai is galócaevő lapp sámánokhoz vezethetők vissza. A 18-19. században felvetették, hogy a germán és viking legendák őrjöngő berserkerei is légyölő galóca hatáa alatt vetették magukat a csatába; erre azonban semmilyen korabeli utalás sincs és a gomba hatóanyaga, a muszcimol inkább nyugtató hatású. A mérgezés tünetei alapján a beléndek megfelelőbbnek látszik hasonló állapot előidézésére.
Közép- és Kelet-Európában a tejbe kevert szárított gombát régóta használták legyek elpusztítására: innen is kapta a faj a nevét.

## Fogyaszthatósága
A légyölő galóca toxinja vízoldékonyak, forrázással méregteleníthető és a gomba utána elvben ehetővé válik. Fogyasztása azonban sehol sem volt elterjedt, bár Európában helyenként előfordult, pl. a szibériai oroszoknál. A detoxifikációs módszert először 1823-ban közölte írásban a német születésű, cári szolgálatban álló természettudós, Georg Heinrich von Langsdorff. A 19. század vége felé Félix Archimède Pouchet francia orvos próbálta népszerűsíteni a légyölő galóca fogyasztását, a felhasználás előtt szintén méregtelenítendő maniókához hasonlítva a gombát. Ezzel párhuzamosan az Egyesült Államokban is voltak próbálkozások a toxintalanított galóca forgalmazására. Japánban is megeszik a légyölő galócát, leginkább Nagano prefektúrában elterjedt a fogyasztása, sózott vagy savanyított formában.

## Kulturális és vallási vonatkozások

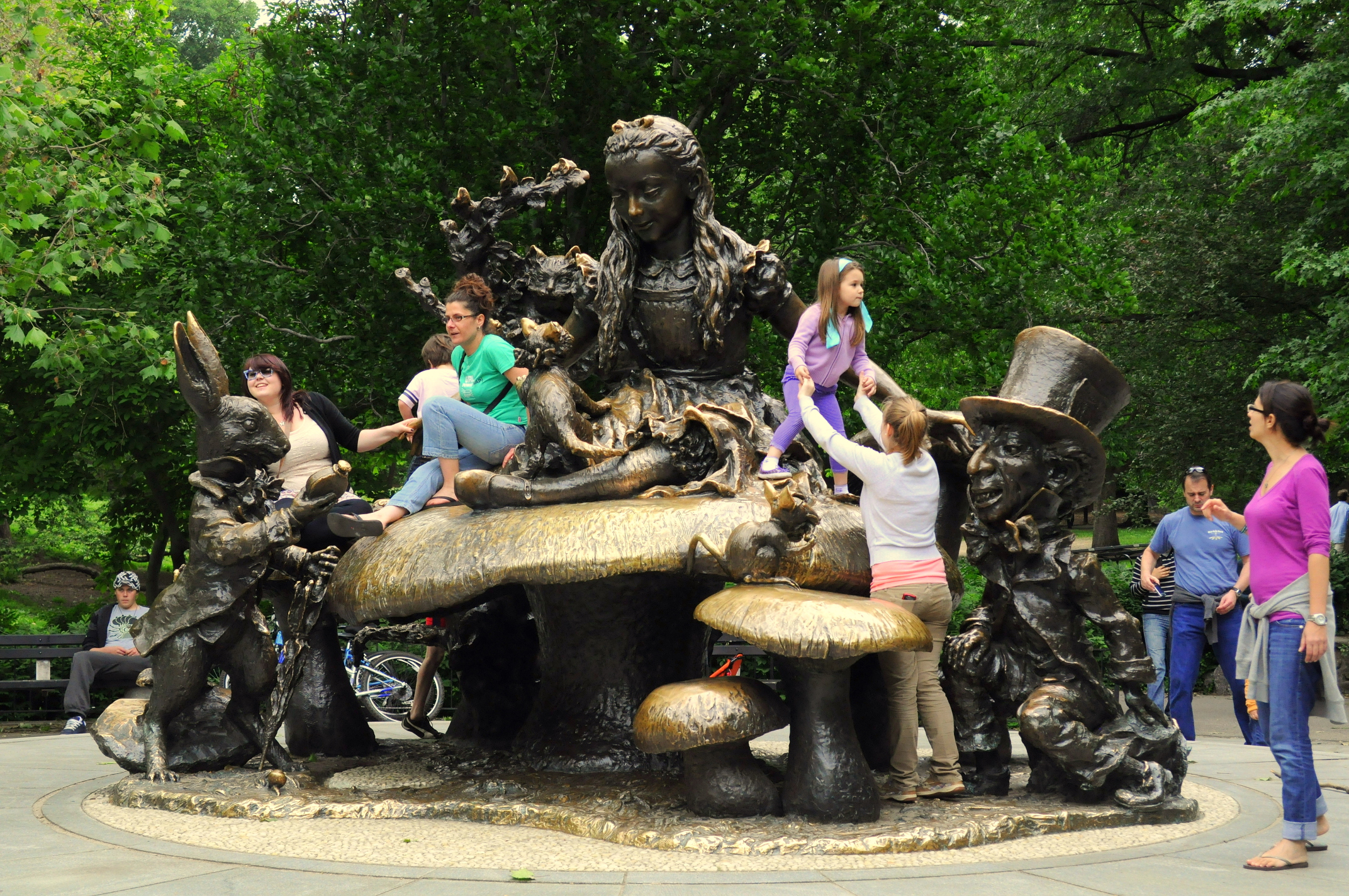
Alice és a gombák szobra az Alice Csodarszágban egyik jelenetéből

A fehér pöttyös, vörös kalapos légyölő galóca a mérges gombák, sőt sok esetben általában a gombák kulturális archetípusává vált. Figurája felbukkan kertdíszként, gyerekkönyvekben, rajzfilmekben (sokszor mint tündérek, manók háza) egyaránt. A reneszánsz óta festményeken, rajzokon is gyakran feltűnik, például Hieronymus Bosch egyik képén, a Gyönyörök kertjén is megtalálható.
Valószínűleg a légyölő galóca hallucinogén hatásai inspirálták Lewis Carroll Alice Csodaországban-jában azt a jelenetet, amikor Alice egy hernyó tanácsára gombaevéstől lesz kisebb vagy nagyobb. Újabban talán a Super Mario videojátékban, illetve a Hupikék törpikék rajzfilmekben láthatók a légyölő galócák legismertebb ábrázolásai.
Egyes felvetések szerint a Védákban leírt istenek itala, a szóma is légyölő galóca lehetett, arra alapozva, hogy színe "lángoló", a hegyekből származik és egy sor szerint az emberek szómát vizelnek (a szibériai sámánokhoz hasonlóan).

## Rendszertan

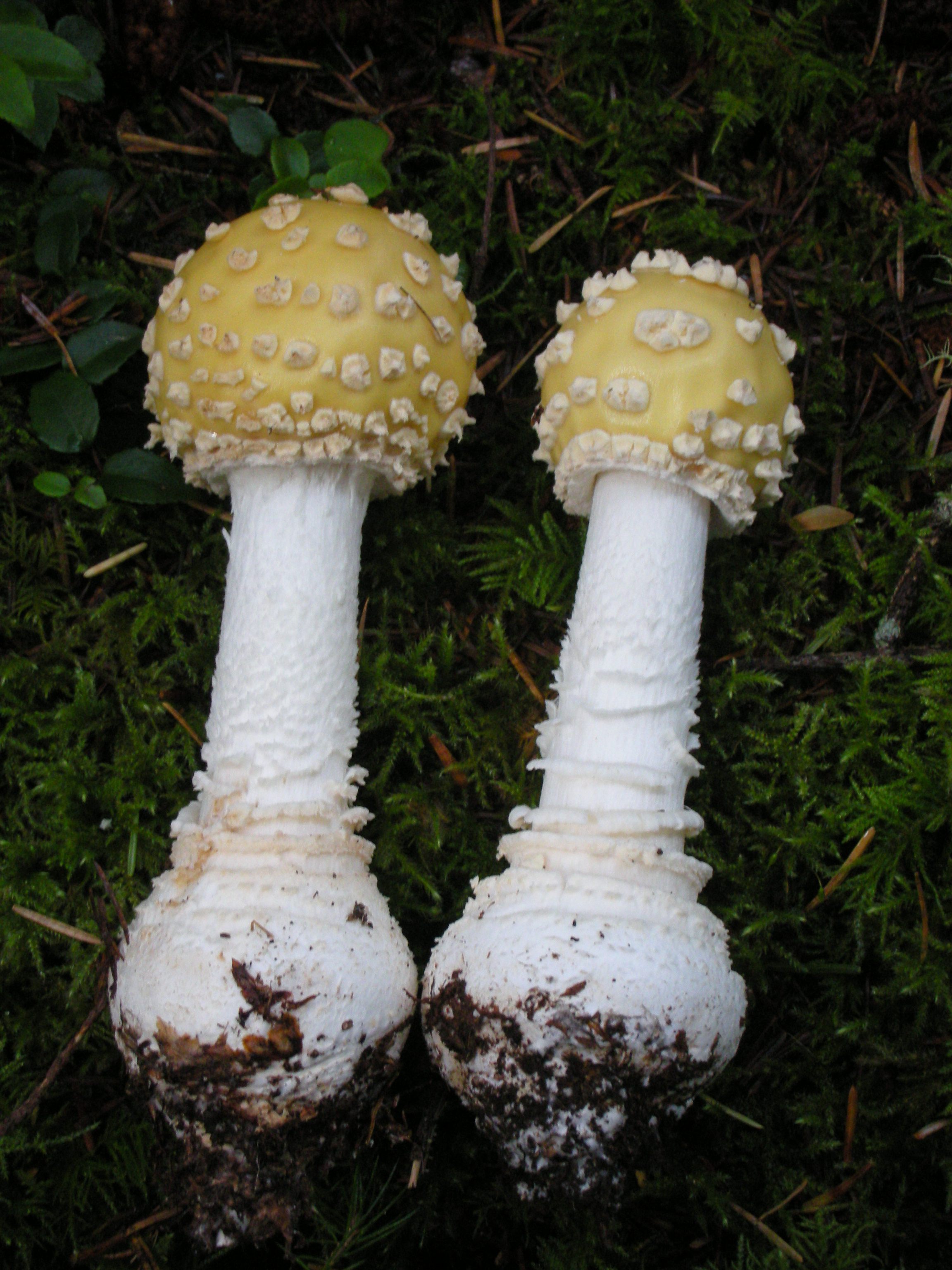
Sárga kalapú A. muscaria var. guessowii (a var formosa szinonimája)

A légyölő galóca tudományos és közhasználatú neve egyaránt légyirtó felhasználására utal. Ezt az alkalmazását először Albertus Magnus írta le 1256 előtt kiadott De vegetabilibus c. művében. (vocatur fungus muscarum, eo quod in lacte pulverizatus interficit muscas) A 16. századi flamand Charles de L’Écluse is megfigyelte a szokást Frankfurtban, illetve Carl von Linné is látta gyerekkorában. Linné ezen tapasztalata alapján adta a fajnak az Agaricus muscarius nevet Species Plantarum-ának 1753-ben kiadott második kötetében (musca latinul légy). Mai tudományos nevét 1783-ban kapta, amikor Jean-Baptiste Lamarck áthelyezte az Amanita nemzetségbe.
A légyölő galóca az Amanita nemzetségnek, azon belül az Amanita alnemzetségnek, ezen belül pedig az Amanita szekciónak egyaránt típusfaja. Az alnemzetség az inamiloid spórájú, míg a szekció a foltokra szakadozó burkú galócákat egyesíti. Az Amanita szekcióba a légyölő galócán kívül olyan fajok tartoznak, mint a párducgalóca vagy a sárga galóca. Ezt a csoportosítást a termőtestek morfológiája és a spórák természete alapján készítették, de az újabb molekuláris genetikai vizsgálatok megerősítették a korábbi besorolást.
A hatalmas területen elterjedt légyölő galóca populációi sok szempontból eltérhetnek egymástól. Négy variációja ismert: A. muscaria var. alba, var. flavivolvata, var. formosa (amelyet egybevontak a var. guessowii-val) és  var. regalis. Geml József 2006-os tanulmányában molekuláris genetikai módszerekkel három nagy kládot különített el, amelyek nagyjából megfelelnek az eurázsiai, eurázsiai szubalpin, illetve észak-amerikai elterjedésű populációknak. Mindhárom típus egyszerre csak Alaszkában fordult elő; ebből arra következtettek, hogy itt volt a faj őshazája. A morfológiai alapon elkülönített variációk azonban  mind az eurázsiai, mind az észak-amerikai kládokban megtalálhatóak, vagyis a külső hasonlóság itt valószínűleg nem tényleges rokonságot hanem csak polimorfizmust takar. Szintén Geml és munkatársai közölték, hogy egy, az Egyesült Államok délkeleti részén élő, valamint a kaliforniai Santa Cruz Island-on honos változat genetikailag annyira különböző, hogy már különálló fajnak tekinthetők. Így a helyzet tisztázásig az Amanita muscaria ma nem annyira fajnak, mint inkább fajkomplexumnak számít. A komplexumhoz sorolták az USA nyugati partvidékén élő A. breckonii, valamint a mediterrán elterjedésű A. gioiosa és A. heterochroma fajokat.

## Fordítás
- Ez a szócikk részben vagy egészben  az   Amanita muscaria című angol Wikipédia-szócikk ezen változatának fordításán alapul.  Az eredeti cikk szerkesztőit annak laptörténete sorolja fel. Ez a jelzés csupán a megfogalmazás eredetét és a szerzői jogokat jelzi, nem szolgál a cikkben szereplő információk forrásmegjelöléseként.